# Élection législative de 1967 à Wallis-et-Futuna
Les élections législatives françaises de 1967 se déroulent le 5 mars. Dans le territoire de Wallis-et-Futuna, un député est à élire dans le cadre d'une circonscription.

## Élus
| Circonscription        | Député sortant | Parti | Parti | Député élu ou réélu | Parti | Parti |
| ---------------------- | -------------- | ----- | ----- | ------------------- | ----- | ----- |
| Circonscription unique | Hervé Loste    |       | RI    | Benjamin Brial      |       | UD-Ve |

## Résultats

### Résultats à l'échelle du territoire
|                | app. Union des démocrates pour la Ve République | 1 792 | 53,80  | 1 |  |  |
|                | Républicains indépendants                       | 1 969 | 46,20  | 0 |  |  |
|                | Union des républicains de progrès               | 3 331 | 100,00 | 1 |  |  |
|                |                                                 |       |        |   |  |  |
| Inscrits       | Inscrits                                        | 3 510 | 100,00 | 1 |  |  |
| Abstentions    | Abstentions                                     | 167   | 4,76   |   |  |  |
| Votants        | Votants                                         | 3 343 | 95,24  |   |  |  |
| Blancs et nuls | Blancs et nuls                                  | 12    | 0,36   |   |  |  |
| Exprimés       | Exprimés                                        | 3 331 | 99,64  |   |  |  |

### Résultats par circonscription
| | Benjamin Brial élu  | app. UD-Ve     | 1 792 | 53,80  |  |  |  |
| | Hervé Loste sortant | RI             | 1 539 | 46,20  |  |  |  |
| |                     |                |       |        |  |  |  |
| Inscrits | Inscrits            | Inscrits       | 3 510 | 100,00 |  |  |  |
| Abstentions | Abstentions         | Abstentions    | 167   | 4,76   |  |  |  |
| Votants | Votants             | Votants        | 3 343 | 95,24  |  |  |  |
| Blancs et nuls | Blancs et nuls      | Blancs et nuls | 12    | 0,36   |  |  |  |
| Exprimés | Exprimés            | Exprimés       | 3 331 | 99,64  |  |  |  |
| Source : France, Ministère de l'intérieur. Les Elections législatives . Métropole., la Documentation française, 1967 (lire en ligne) |                     |                |       |        |  |  |  |